# Gunnar Huseby
Gunnar Huseby (4 novembre 1923 – 1995) è stato un pesista e discobolo islandese.
Ha vinto due titoli europei nel 1946 e nel 1950. È deceduto nel 1995 all'età di 71 anni.

## Biografia
Iniziata la carriera sportiva nel 1940 all'età di 16 anni, 6 anni dopo è riuscito a laurearsi campione europeo nel getto del peso.
Due anni dopo però non poté partecipare alle Olimpiadi di Londra 1948 a causa di grossi problemi legati all'abuso di alcool.
Nel 1950 riuscirà a laurearsi campione europeo per la seconda volta.
L'anno successivo ebbe altri gravi problemi riguardanti l'alcolismo arrivando ad essere arrestato, nel mese di novembre in seguito a un'aggressione, e poi condannato a 12 mesi di reclusione.
In seguito a questi fatti e alla dipendenza dall'alcool non partecipò alle Olimpiadi di Helsinki 1952.
Nel 1958 concluse diciassettesimo agli europei di Stoccolma.
Oltre al getto del peso si specializzò anche nel lancio del disco dove vinse alcuni titoli nazionali e prese parte anche agli europei del 1946 e del 1950 dove concluse rispettivamente quattordicesimo e undicesimo.
Decise di ritirarsi nel 1962 all'età di 39 anni.

## Palmarès
| Anno | Manifestazione | Sede      | Evento         | Risultato | Misura  | Note                                     |
| ---- | -------------- | --------- | -------------- | --------- | ------- | ---------------------------------------- |
| 1946 | Europei        | Oslo      | Getto del peso | Oro       | 15,56 m |                                          |
| 1950 | Europei        | Bruxelles | Getto del peso | Oro       | 16,74 m | Record dei campionati · Record nazionale |
| 1958 | Europei        | Stoccolma | Getto del peso | 17º       | 15,62 m |                                          |